# Archaiczny uśmiech

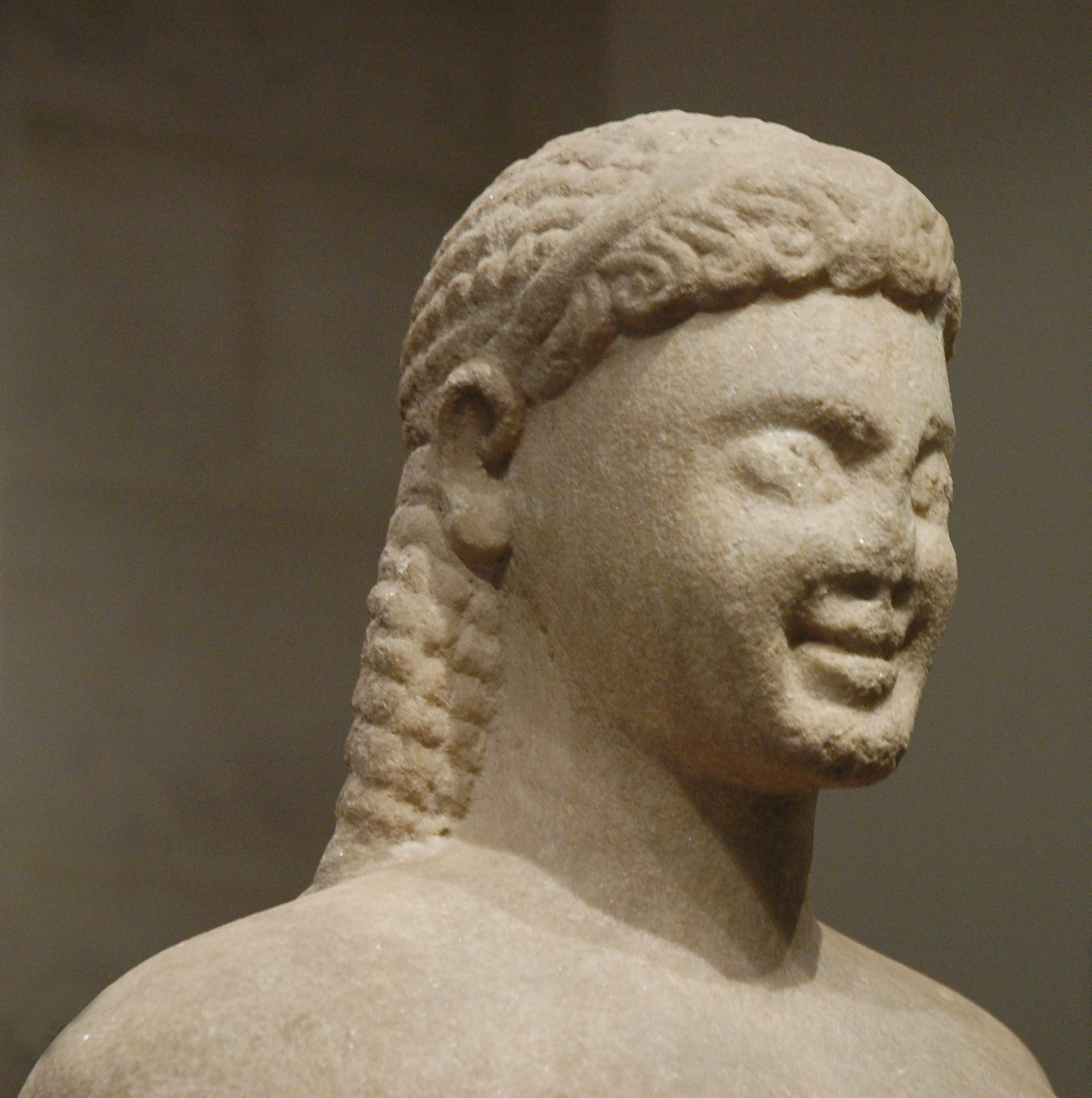
Przykład tzw. uśmiechu archaicznego

Archaiczny uśmiech – charakterystyczny grymas występujący na obliczu greckich posągów z okresu archaicznego. 
Ten „konwencjonalny uśmieszek archaiczny” (K. Kumaniecki) stanowił typowy element rzeźbionych wyobrażeń nagich mężczyzn (kurosów) oraz odzianych kobiet (kor), przedstawianych w absolutnym bezruchu jako wcielenie idealnego piękna w sztuce tamtej epoki. Pojawia się w połowie VIII wieku p.n.e. i zanika ok. 480 p.n.e. Rozpowszechniony w drugiej ćwierci VI wieku p.n.e. na twarzach o nieco skośnych, migdałowatych oczach i pogrubionych wargach, trochę później wiąże się ze zmianą rzeźbiarskiego wyrazu oblicza, jaka w sztuce Greków nastąpiła pod koniec tegoż stulecia. 
Bezekspresyjny wyraz twarzy wraz ze specyficznym układem ust, słabo jeszcze zaznaczonym we wczesnych posągach doryckich Kleobisa i Bitona (podobnie jak w tanagryjskim grobowym przedstawieniu Dermysa i Kittylosa), lepiej widoczny jest u kariatydy ze skarbca Syfnijczyków w Delfach. Kobiecym odpowiednikiem podobnych męskich przedstawień może być fundowany przez Nikandrę z Naksos kultowy posąg Artemidy z ok. 650 p.n.e., pochodzący z miejscowego sanktuarium bogini na Delos. W manierze tej wykonane są posągi na Samos o grubych rysach, dużych, nieco skośnych oczach i ustach ukształtowanych w konwencjonalnym uśmiechu. 
Powód stosowania takiej maniery przedstawiania twarzy/oblicza we wczesnej rzeźbie greckiej nie jest dotąd dokładnie rozpoznany. Z pewnością miał on być nie tyle znamieniem wesołości bądź radości, co powodować efekt ożywienia zastygłych rysów. Według innego poglądu miał podkreślać ich tajemniczość. Ponieważ rzeźby te, zarówno kobiece jak męskie, wykonywano dla celów kultowych, część badaczy skłonna jest sądzić, że uśmiech ten miał symbolizować głębokie przeżycia religijne.